# María Elena Villapolová
María Elena Villapolová Blancaová (* 16. listopadu 1967) je bývalá venezuelská zápasnice – judistka.

## Sportovní kariéra
Připravovala se v univerzitním klubu UCV v hlavním městě Caracasu pod vedením Gerarda Marrazzeho a Ricarda Lópeze. Ve venezuelské ženské reprezentaci se pohybovala od svých 15 let v superlehké váze do 48 kg, převážně v době kdy ženské judo nebylo olympijským sportem. Po zařazení ženského juda do programu olympijských her v roce 1988 se účastnila prvního oficiálního turnaje na olympijských hrách v Barceloně v roce 1992. V Barceloně vypadla v úvodním kole po hantei na praporky s Alžířankou Salímou Souakriovou a přes opravy obsadila konečné 7. místo. V roce 1996 se na své druhé olympijské hry nekvalifikovala a vzápětí ukončila sportovní kariéru. Žije s rodinou na Novém Zélandu v Aucklandu.

## Výsledky
| Turnaj                  | 1982            | 1983            | 1984            | 1985            | 1986            | 1987            | 1988            | 1989            | 1990            | 1991            | 1992            | 1993            | 1994            | 1995            |  |
| Turnaj                  | 15              | 16              | 17              | 18              | 19              | 20              | 21              | 22              | 23              | 24              | 25              | 26              | 27              | 28              |  |
| Turnaj                  | superlehká váha | superlehká váha | superlehká váha | superlehká váha | superlehká váha | superlehká váha | superlehká váha | superlehká váha | superlehká váha | superlehká váha | superlehká váha | superlehká váha | superlehká váha | superlehká váha |  |
| ----------------------- | --------------- | --------------- | --------------- | --------------- | --------------- | --------------- | --------------- | --------------- | --------------- | --------------- | --------------- | --------------- | --------------- | --------------- |  |
| Olympijské hry          |                 |                 |                 |                 |                 |                 | —               |                 |                 |                 | 7.              |                 |                 |                 |  |
| Mistrovství světa       | —               |                 | 7.              |                 | —               | —               |                 | úč.             |                 | —               |                 | 5.              |                 | —               |  |
| Panamerické hry         |                 | 3.              |                 |                 |                 | 5.              |                 |                 |                 | 3.              |                 |                 |                 | 3.              |  |
| Panamerické mistrovství | 2.              |                 | 1.              | 1.              | 1.              |                 | 3.              |                 | úč.             |                 | 2.              |                 | ?               |                 |  |
| Jihoamerické hry        | ?               |                 |                 |                 | ?               |                 |                 |                 | ?               |                 |                 |                 | ?               |                 |  |
| Středoamerické a k. hry |                 |                 |                 |                 | 3.              |                 |                 |                 | 2.              |                 |                 | 2.              |                 |                 |  |
| Bolívarské hry          |                 |                 |                 | 1.              |                 |                 |                 | 1.              |                 |                 |                 | 1.              |                 |                 |  |